# Срђан Вучинић
Срђан Вучинић (Београд, 13. новембар 1970) српски је есејиста, драмски писац, филмски и књижевни критичар.

## Биографија
Дипломирао на Групи за светску књижевност Филолошког факултета у Београду. Члан је редакције Београдског књижевног часописа. Од 2000. године је уметнички саветник Фестивала ауторског филма у Београду, a од 2012. уметнички директор.
Од 1994. године објавио је велики број текстова о филму и књижевности, највише у периодици (Реч, Београдски књижевни часопис, Нови Филмограф, Повеља, Књижевни лист), као и у Културном додатку Политике и у недељницима Репортер и НИН. Аутор је текстова који су објављени у десетак филмских зборника. На Радио Београду изведене су му драме: Драгутин Илић (2007), Принц Ђорђе Карађорђевић (2008) и Сиромах Јорик: Милош Црњански (2011).
Добитник је стипендије Борислав Пекић за 2009. за синопсис драме Незајаз. Члан је Српског књижевног друштва. и Удружења филмских уметника Србије. Добитник је награде „Небојша Поповић” за 2020. годину.

## Дела
- Краљевства и изгнанства, есеји и критике (Стубови културе, 2002)
- Рађање кентаура, есеји о филму и књижевности (Архипелаг, 2009)
- Црно у колору: црни хумор у српском филму (коаутор са Владаном Матијевићем (Службени гласник, 2010)
- Незајаз, драме и друге приче, садржи три драме и седам прича (Књижевно друштво Хипербореја, Београд, 2013)
- Музеј Хаваји (Службени гласник, 2015)
- Портрети: 24 сличице у секунди (Филмски центар Србије, 2018)